# Charleston (Utah)
Charleston is een plaats (town) in de Amerikaanse staat Utah, en valt bestuurlijk gezien onder Wasatch County.

## Demografie
Bij de volkstelling in 2000 werd het aantal inwoners vastgesteld op 378.
In 2006 is het aantal inwoners door het United States Census Bureau geschat op 436, een stijging van 58 (15,3%).

## Geografie
Volgens het United States Census Bureau beslaat de plaats een oppervlakte van
4,8 km², waarvan 4,3 km² land en 0,5 km² water. Charleston ligt op ongeveer 1730 m boven zeeniveau.

## Plaatsen in de nabije omgeving
De onderstaande figuur toont nabijgelegen plaatsen in een straal van 20 km rond Charleston.